# William Edward China
William Edward China CBE (7 de dezembro de 1895 - 17 de setembro de 1979) foi um entomologista inglês especialista em insectos (Hemiptera). Ele actuou como Keeper of Entomology no Museu de História Natural de Londres de 1932 a 1955.
China nasceu em Londres e foi educado em Cambridge. A sua educação foi interrompida pela Primeira Guerra Mundial, durante a qual serviu no exército na França e depois na Força Aérea Real. Ele formou-se em zoologia em Cambridge após a guerra e, de seguida, ingressou no Museu Britânico em 1922. Ele especializou-se em sistemática hemipterana, publicando quase 265 artigos, descrevendo 98 géneros e quase 248 espécies. Durante a Segunda Guerra Mundial, ele conseguiu o movimento de espécimes para fora de Londres. Ele obteve um D.Sc. da Universidade de Cambridge em 1948. Ele reformou-se em 1979 e mudou-se para a Cornualha.